# Tone Gale
Anton Jože »Tone« Gale, slovenski hokejist, 26. marec 1944, Jesenice, † 25. marec 2018.
Bil je hokejski vratar. Svojo kariero je začel na Jesenicah, ki pa jih je zapustil že pri 17 letih. Nato je igral za Olimpijo. Kot prvi Slovenec je v šestdesetih letih igral v moštvu NHL, in sicer je slabo tretjino neprvenstvene prijateljske tekme (17 minut) branil v moštvu New York Rangers proti moštvu Boston Bruins, ki je bilo sicer njegovo prvo ameriško moštvo. V sezoni 1968/1969 je igral v ligi EHL za moštvi Syracuse Blazers in Clinton Comets. Za jugoslovansko reprezentanco je nastopil na Olimpijskih igrah 1964 v Innsbrucku, 1968 v Grenoblu in 1972 v Saporu ter osmih svetovnih prvenstvih, kjer je bil trikrat izbran za najboljšega vratarja svetovnega prvenstva skupine B. Skupno je za reprezentanco odigral 112 tekem ter prejel 339 golov.